# Reg E. Cathey

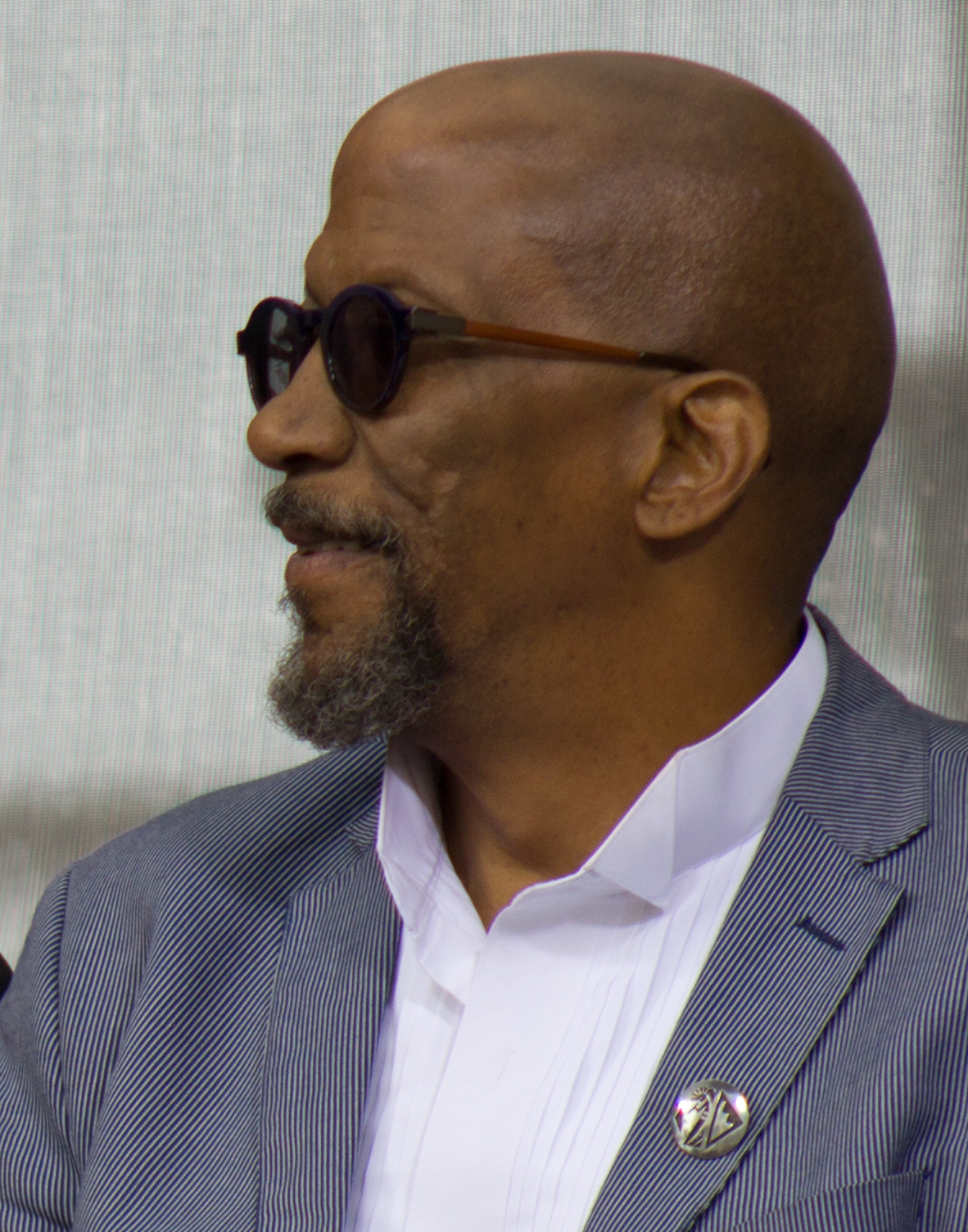
Reg E. Cathey (2016)

Reginald „Reg“ E. Cathey (* 18. August 1958 in Huntsville, Alabama; † 9. Februar 2018 in New York City, New York) war ein US-amerikanischer Schauspieler. Cathey wurde insbesondere durch seine Rolle des Norman Wilson in The Wire, des Martin Querns in Oz – Hölle hinter Gittern und des Freddy Hayes in House of Cards bekannt.

## Leben
Reg Cathey wurde zwar in den Vereinigten Staaten geboren, verbrachte aber seine Kindheit in Deutschland. Er wirkte seit 1984 an mehr als 80 Film- und Fernsehproduktionen mit.
Einen seiner ersten Fernsehauftritte hatte Cathey in der Kindershow Square One. Es folgten Gastauftritte in Raumschiff Enterprise – Das nächste Jahrhundert und Homicide. 1994 verkörperte er in Die Maske den Freeze. 2013 übernahm Cathey die Rolle des Freddy Hayes, der in der Serie House of Cards der Besitzer von Freddy’s BBQ ist, und in Grimm die Rolle des Baron Samedi. 2015 verkörperte er in der Marvel-Neuverfilmung Fantastic Four die Rolle des Dr. Franklin Storm, dem Vater von Johnny und Susan Storm. Cathey starb im Februar 2018 im Alter von 59 Jahren in New York City an den Folgen von Lungenkrebs.

## Filmografie (Auswahl)

### Filme
- 1994: Airheads
- 1994: Die Maske (The Mask)
- 1995: Tank Girl
- 1995: Sieben (Se7en)
- 2000: American Psycho
- 2003: S.W.A.T. – Die Spezialeinheit (S.W.A.T.)
- 2004: Der Maschinist (The Machinist)
- 2008: 20 Years After
- 2014: St. Vincent
- 2015: Fantastic Four
- 2015: Sweet Kandy
- 2016: Hands of Stone – Fäuste aus Stein (Hands of Stone)

### Fernsehserien
- 1993: Raumschiff Enterprise – Das nächste Jahrhundert (Star Trek: The Next Generation, Episode 6x13 Aquiel)
- 2000–2003: Oz – Hölle hinter Gittern (Oz, 8 Folgen)
- 2006–2008: The Wire (23 Folgen)
- 2008: Law & Order: Special Victims Unit (1 Episode)
- 2011: Lights Out (12 Folgen)
- 2014: Grimm (Folge 2x21)
- 2013–2016: House of Cards (15 Folgen)
- 2016: The Blacklist (Folge 3x16)
- 2016–2017: Outcast (20 Folgen)
- 2017: Marvel’s Luke Cage (Staffel 2 Episode 1 – 9)

## Auszeichnungen
- Emmy: Bester Gastdarsteller in einer Dramaserie 2015[3]